# Nicolás Victoria Jaén
Nicolás Victoria Jaén (Aguadulce, 3 de febrero de 1862 - Ciudad de Panamá, 16 de septiembre de 1950) fue un educador, político y periodista panameño.
Se graduó de maestro en la Escuela Normal de Institutores en 1882 y fue director de la Escuela de Varones de Santiago de Veraguas. Durante la época de unión a Colombia, fungió como inspector de instrucción pública, así como prefecto de las provincias de Coclé, Chiriquí y Veraguas.
Cuando Panamá se separó de Colombia, fue miembro de la Asamblea Nacional Constituyente en 1904 como representante de la provincia de Chiriquí. Además se convirtió en el primer ministro de Instrucción Pública de Panamá. Posteriormente fue magistrado de la Corte Suprema de Justicia (1912-1913), gerente del Banco Nacional de Panamá, ministro Plenipotenciario en Colombia, Chile y México, además fue fundador y director de la Escuela Normal de Señoritas. También fue miembro fundador de la Academia Panameña de Historia.
En 1924 fue el firmante por Panamá del Tratado Victoria-Vélez que fijó los límites terrestres con Colombia.
Como periodista fue redactor en los periódicos El Orden, El Combate, La Patria y La Estrella de Panamá.
Fue miembro del Partido Conservador y fue un defensor de la educación moral y religiosa.